# Geonomateae
Die Geonomateae sind eine Tribus der Palmengewächse (Arecaceae). Manche ihrer Vertreter gehören zu den kleinsten bekannten Palmen. 

## Merkmale
Die Vertreter der Geonomateae sind sehr kleine bis große, stammlose oder aufrechte, unbewehrte Palmen mit gefiederten oder fiederig gerippten Blättern. Ein Kronenschaft fehlt. Die Blütenstände sind Ähren oder bis zu dreifach verzweigt. Es gibt meist ein Hochblatt am Blütenstandsstiel, nur selten zwei oder mehr, ganz selten fehlt es. Die Blüten stehen immer in Triaden und sind in Gruben in die Achse eingesenkt. Die Kronblätter der männlichen Blüten sind basal zu einer weichen Röhre verwachsen. Das Gynoeceum ist drei- oder einfächrig, der Griffel ist meist schlank und länglich. Die Frucht ist einsamig, die Narbenreste stehen basal. Das Exokarp ist glatt oder leicht genarbt, aber nicht warzig. Das Endosperm ist homogen. 

## Verbreitung
Die Arten der Tribus sind auf die humiden Tropen der Neuen Welt beschränkt. Ihre Vorkommen reichen von Südmexiko und den Karibik-Inseln bis zum Amazonasbecken. 

## Systematik
Die Geonomateae im Sinne von Dransfield et al. (2008) werden in den meisten Studien als natürliche Verwandtschaftsgruppe (Monophylum) identifiziert. Sie sind Teil der „Kern-Arecoideen“, ihre genaue systematische Stellung innerhalb der Arecoideae ist allerdings ungeklärt. 
Zur Tribus werden folgende Gattungen gezählt:   
- Welfia H.Wendl.
- Pholidostachys H.Wendl. ex Benth. & Hook.f.
- Calyptrogyne H.Wendl.
- Calyptronoma Griseb.
- Asterogyne H.Wendl. ex Hook.f.
- Geonoma Willd.

## Belege
- John Dransfield, Natalie W. Uhl, Conny B. Asmussen, William J. Baker, Madeline M. Harley, Carl E. Lewis: Genera Palmarum. The Evolution and Classification of Palms. Zweite Auflage, Royal Botanic Gardens, Kew, 2008, ISBN 978-1-84246-182-2, S. 469.